# Münster (principauté)
Ne doit pas être confondu avec la principauté épiscopale de Münster
Pour les articles homonymes, voir Münster (homonymie).
La principauté de Münster (en allemand : Fürstentum Münster) ou principauté héréditaire de Münster (Erbfürstentum Münster) était un territoire du Saint-Empire romain germanique. Créé en 1803, il recouvrait une partie de la principauté épiscopale de Münster. Sa capitale était Münster.

## Territoire
Le territoire de la principauté correspondait à la partie de Haut-Évêché de Münster cédée au roi de Prusse par l'article 7 du traité signé à Paris, le 23 mai 1802 (3 prairial an X), à savoir : « la ville de Münster avec la partie du haut évêché de ce nom située à la droite d'une ligne tirée sous Olphen, passant par Seperad, Kakelsbeck, Heddingschel, Ghischink, Nottleln, Hulschofen, Nannhold, Nienborg, Uttenbrock, Grimmel, Schaufeld et Greven, d'où cette ligne se prolongera, en suivant le cours de l'Ems jusqu'au confluent de l'Hoopsteraa, dans le comté de Lingen ».

## Subdivisions
La principauté comprenait deux villes : Münster (Stadt Münster) et Warendorf (Stadt Warendorf).
Le reste de son territoire était divisé en quatre cercles : le cercle de Beckum (Beckumscher Kreis), celui de Lüdinghausen (Lüdinghauser Kreis), celui de Münster (Münsterscher Kreis) et celui de Warendorf (Warendorfer Kreis).